# 外苑東通

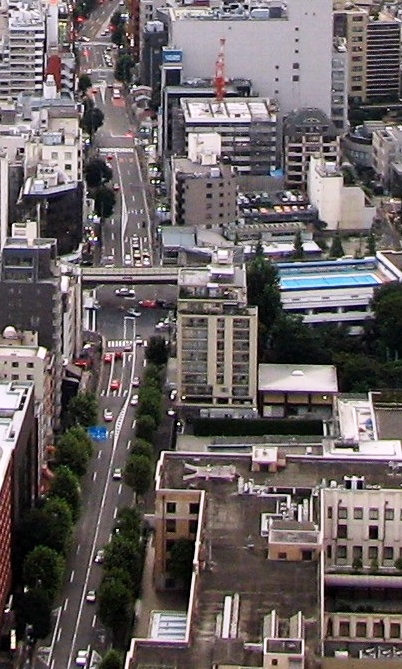
外苑東通（六本木付近）

外苑東通（外苑東通り，Gaienhigashi-dori Ave.）是日本東京都一條道路，由新目白通交匯的東京都新宿區早稲田鶴巻町交差點開始，經國道1號、櫻田通連接東京都港區麻布台之飯倉交差點之道路通稱，全線屬東京都道319號環狀三號線一部份。與外苑西通相同，為神宮外苑東側通過的道路名稱。

## 路線
早稲田鶴巻町 新目白通（東京都道8號千代田練馬田無線）

　　|

辯天町 早稲田通

　　|

市谷柳町 大久保通（東京都道433號神樂坂高圓寺線）

　　|

合羽坂 靖國通（側道）（東京都道302號新宿兩國線）

　　|

曙橋 （立體交差）靖國通（本線）（東京都道302號新宿兩國線）

　　|

四谷3丁目 新宿通（國道20號）

　　|

權田原 都道414號線

　　|

青山1丁目 青山通（國道246號）

　　|

青山Twin大廈裏 環三通

　　|

乃木坂 赤坂通

　　|

六本木 六本木通（東京都道412號霞關澀谷線）

　　|

飯倉片町 放射1號線

　　|

飯倉 櫻田通（國道1號）

## 與外苑東通連接的路線、車站
- 曙橋站（都營地下鐵新宿線）
- 四谷三丁目站（東京地下鐵丸之內線）
- 信濃町站（JR、中央・總武緩行線）
- 青山一丁目站（東京地下鐵銀座線、半藏門線）
- 乃木坂站（東京地下鐵千代田線）
- 六本木站（東京地下鐵日比谷線、都營地下鐵大江戶線）